# كأس الاتحاد الإنجليزي 1873–74
كأس الاتحاد الإنجليزي 1873–74 (بالإنجليزية: 1873–74 FA Cup)‏ هو الموسم 3 من  كأس الاتحاد الإنجليزي. أقيم بتاريخ 9 أكتوبر 1873، والذي يشرف على تنظيمه الاتحاد الإنجليزي لكرة القدم، وكان عدد الأندية المشاركة فيه  28، وفاز فيه Oxford University A.F.C. ‏.

## نتائج الموسم
| المركز | فريق                      | لعب | ف | ت | خ | له | عليه | ف.أ | نقاط | ملاحظة |
| ------ | ------------------------- | --- | - | - | - | -- | ---- | --- | ---- | ------ |
|        | Oxford University A.F.C. ‏ |     |   |   |   |    |      |     |      |        |